# Athemistus approximatus
Athemistus approximatus là một loài bọ cánh cứng trong họ Cerambycidae.